# Roboastra europea
Roboastra europea is een slakkensoort uit de familie van de Polyceridae. De wetenschappelijke naam van de soort is voor het eerst geldig gepubliceerd in 1985 door Garcia-Gomez.